# Манвендра Сингх Гойл
Манвендра Сингх Гойл (санскр. मानवेंद्र सिंह गोहिल, англ. Yuvraj Shri Manvendra Singh Raghubir Singh ji Sahib; нар. 23 вересня 1965, Аджмер, Раджастхан, Індія) — індійський принц з династії Парамара. Спадковий принц князівства Раджпіпла (нині частина штату Гуджарат).
Перший у світі відкритий гей в історії індійської монархії. Здійснив камінг-аут у 2006 році.

## Життєпис
Народився в Аджмері в сім'ї магараджи Раджпіпла.